# Pell Mell
Pell Mell war eine aus Marburg stammende Progressive-Rock-Band, ihr Gründer und Bandleader der Geiger und Komponist Thomas Schmitt. Sie verarbeitete häufig klassische Themen und galt deshalb als deutsche Antwort auf Formationen wie The Nice, Emerson, Lake and Palmer sowie die holländische Klassik-Rockband Ekseption. Mit einer Klassik-Rock-Coverversion ihres bekanntesten Titels Moldau (nach Die Moldau von Bedřich Smetana) hatte Pell Mell einen Single-Erfolg. Die Band war ein gefragter Live-Act und spielte auf großen Festivals und Konzerten, u. a. mit Scorpions, Gentle Giant, Nektar oder Kin Ping Meh. Zudem wurden sie auf eine 10-tägige Tournee durch Polen eingeladen.

## Bandgeschichte
Auf dem nach ihrer Heimatstadt benannten Debütalbum, das die Gruppe 1972 in den Dierks-Studios (Stommeln) einspielte, produzierte sie einen anspruchsvollen Sound mit vielen klassischen Elementen – charakteristisch dabei der keyboardlastige Sound und der Geigenpart. Die meisten der Stücke waren Instrumentals.
Spätestens mit dem dritten Album, das 1975 in teilweise veränderter Besetzung eingespielt wurde, war der Sound der Gruppe endgültig symphonisch geworden, wobei sie Themen von Liszt und Rachmaninow verwendete.
Auf dem 1978 erschienenen vierten und vorerst letzten Album schrieb der Bandgründer Schmitt alle Kompositionen und setzte verstärkt auf Gesangspartien.
Zusammen mit Otto Pusch, Stephan Rehlich, Michael Grebe, Werner Etling sowie Ralph Fricke von der Marburger Rockband Scrifis gründete Schmitt 1979 die Formation Skyrider, die 1980 bei EMI das gleichnamige Album veröffentlichte.
Schon ein Jahr später benannten Schmitt, Fricke, Rehlich, Etling und Pusch diese Band wieder in Pell Mell um, veröffentlichten Die Moldau erneut, konnten jedoch keine weiteren Erfolge verbuchen.

## Diskografie
- 1972: Marburg (The Clown and the Queen / Moldau / Friend / City Monster / Alone)
- 1973: From the New World (From the New World / Toccata/Suite I / Suite II)
- 1975: From the New World / Toccata; als 7″-Single in Italien veröffentlicht
- 1975: Rhapsody (Venus; Rhapsody I-III / Prelude / Desert in Your Mind / The Riot / Paris the Past)
- 1978: Only a Star (Count down / Daydreamer / Only a Star / Across the Universe / Disillusions / Trailors in Movie Halls / Phoebius Is Dead)
- 1981: Moldau (Moldau Part I/The Farmers Wedding / The Nymph Dance / Moldau Part II / Gliding / Dark Valley)
- 2013: The Entire Collection (komplette Diskografie auf vier CDs)

Pusch und Schmitt mit Skyrider:
- 1980: Skyrider
- 1982: Skyrider 2 (erst 2013 auf The Entire Collection veröffentlicht)